# 스네구로치카

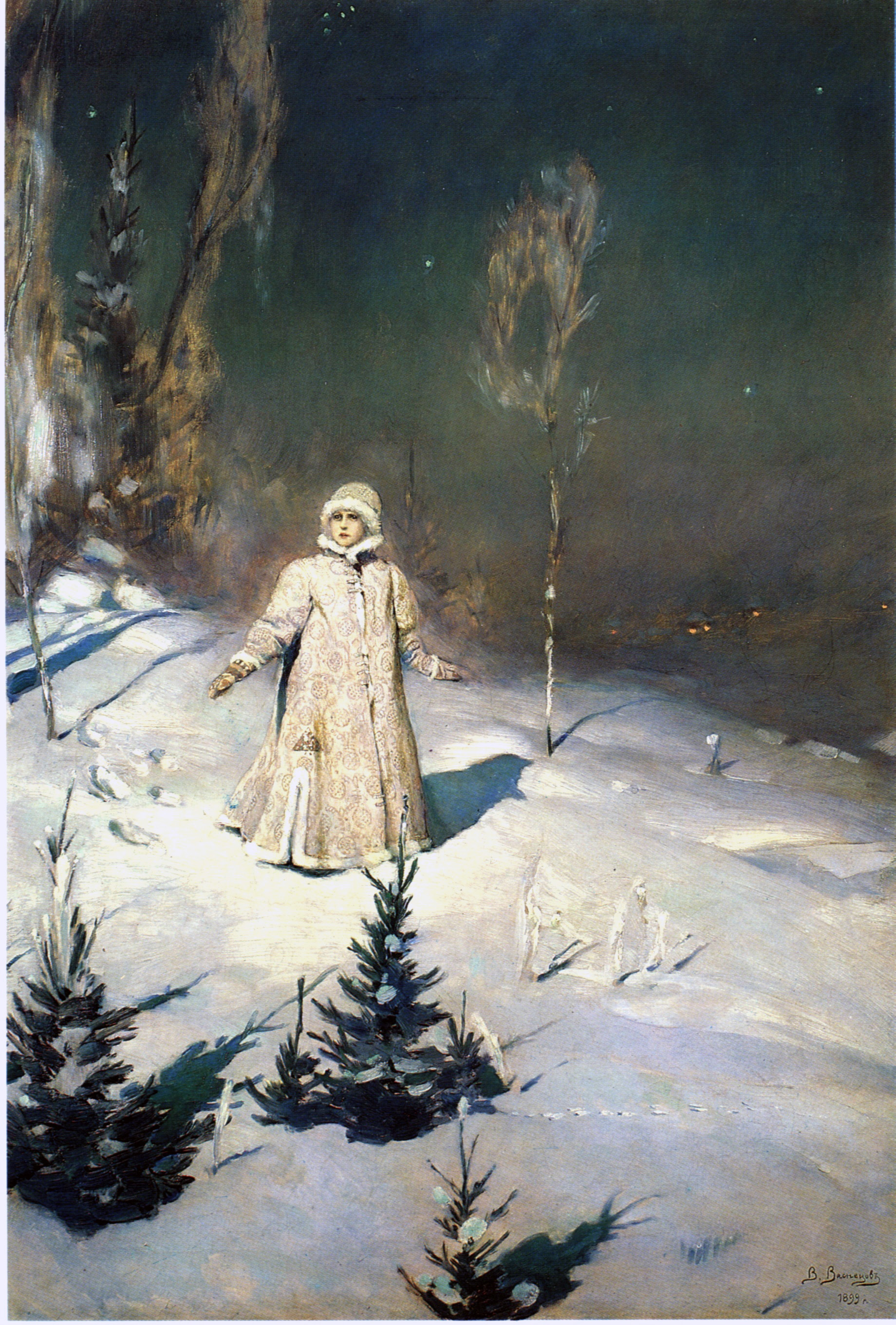
빅토르 바스네초프의 눈소녀 (1899)

스네구로치카(러시아어: Снегурочка)는 러시아 설화에 나오는 인물이다.
스네구로치카는 19세기 러시아 민속에서 처음 등장했으며, 전통적인 슬라브 신화와 관습에 뿌리를 둔 캐릭터가 아니다.
소련 시절인 20세기 중반부터 스네구로치카는 어린이들을 위한 신년 파티에서 데드 모로스의 손녀이자 조력자로 묘사되기도 했다.